# تشان تشان (مسلسل)
تشان تشان هو مسلسل هندي بطولة الممثلة القديرة سنايا إيراني بدور شانشان سوربهاي، وبطولة الممثل فرحان خان الذي بُدل إلى الممثل انيوج ساشدفا بدور ماناف.

## القصة
تبدأ القصة بشانشان سوربهاي (مدربة كلاب) وغير متزوجة وكانت جدتها تريد أن تزوجها بأي طريقة لأن عمرها تخطى عمر الزواج، وفي زواج صديقتها المقربة (بورفي) تقابل السيدة (يومبان) سيدة طماعة في المال، وتصبح بينهم عداوة، وبالصدفة تقابل ابن هذه السيدة (ماناف) «دون أن تعرف أنه إبنها» ويكون لديه حساسية من الكلاب فتصبح بينهم عداوة، ومن يصبحون أصدقاء ومن بعدها يصبحون يحبون بعض، ومن بعدها يتزوجون.

## الممثلين
| الممثل                   | الدور          |
| ------------------------ | -------------- |
| سنايا إيراني             | شانشان سوربهاي |
| فرحان خان / انيوج ساشدفا | ماناف          |
| ديا شوبرا                | بورفي          |
| شرامان جاين              | روجفيد سوربهاي |
| تشارو أسوبا              | سيمبل          |
| ديراج ميغلاني            | هيمانشو        |